# Plaza de toros de Grau du Roi
La plaza de toros de Grau-du-Roi, inauguradas en 1960, es una plaza de toros de la ciudad de Grau-du-Roi ubicada en el departamento francés de Gard . Pueden albergar a 3000 espectadores. Están enteramente dedicada a la corrida camarguesa, pero durante la fiesta votiva de Grau-du-Roi también presenciamos abrivado y bandido . El primer encuentro del bouvino tiene lugar en marzo con el abrivado de las playas. Además, albergan espectáculos (incluidos conciertos) en el período estival.

## Presentación
La plaza de toros está ubicada en la carretera de Grau-du-Roi. Desde 1960 han sustituido a los antiguos " plaza de carros »Portátil que todos los pueblos tuvieron alguna vez. Se trataba de montar carros y ponerlos de punta a punta alrededor de un lugar para delimitar una plaza improvisada por donde se corrían toros y raseteurs.
En 2002 se construyó frente a su entrada una escultura firmada por Ben K de tres cocadiers. Están dirigidos por Danien Siméon, hermano del raseteur Jacky Siméon .

## Tauromaquia
Solo se practican corridas camarguesas, pero también " un juego muy antiguo, un juego de la Camarga : el abrivado o el bandido, el significado y el nombre cambian según la hora del día, esta tradición tiene una dimensión social e histórica según Claude Raynaud ”.
El trofeo de la Mar tiene lugar allí todos los años en septiembre.